# Amaurochaete
Amaurochaete is een geslacht van slijmzwammen behorend tot de familie Amaurochaetidae. De typesoort is Amaurochaete atra.

## Kenmerken
De vruchtlichamen zijn kussenvormig tot halfbolvormig of platvormig. De vliezige hypothallus is transparant tot donker. Het peridium vormt een vroege, dunne schors (cortex) op het oppervlak van het aethalium.
Het is niet duidelijk of de soort een capillitium of een pseudocapillitium heeft. Het strekt zich uit van de basis tot de rand van het aethalium, is struikachtig, vertakt in talrijke takken van verschillende diktes of op een netachtige of golvende haarachtige manier. De sporen zijn zwart in bulk.

## Verdeling
Het geslacht is bijna wereldwijd verspreid; vondsten ontbreken alleen in Afrika bezuiden de Sahara en Zuid-Amerika. Ondanks hun brede verspreiding wordt de soort zelden aangetroffen. Ze koloniseren levend en dood hout; alleen Amaurochaete trechispora wordt aangetroffen in veenmos.

## Soorten
Volgens Index Fungorum telt het geslacht vier soorten (peildatum april 2024):
| Soortnaam                                | Auteur(s)                               | Publicatiejaar |
| ---------------------------------------- | --------------------------------------- | -------------- |
| Amaurochaete atra (Zwart dropkussen)     | (Alb. & Schwein.) Rostaf.               | 1873           |
| Amaurochaete fusiformis                  | (Nann.-Bremek. & Härk.) H. Marx & Kuhnt | 2019           |
| Amaurochaete trechispora                 | T. Macbr. & G.W. Martin                 | 1932           |
| Amaurochaete tubulina(Bultig dropkussen) | (Alb. & Schwein.) T. Macbr.             | 1922           |